# Loose (commune)
Pour les articles homonymes, voir Loose.
Loose (en danois: Lose) est une municipalité allemande située dans le land du Schleswig-Holstein et dans l'arrondissement de Rendsburg-Eckernförde. En 2015, sa population est de 829 habitants.